# Mierzęcin (województwo zachodniopomorskie)
Mierzęcin (niem. Martenthin) – wieś w Polsce położona w województwie zachodniopomorskim, w powiecie kamieńskim, w gminie Wolin.

## Historia
Mierzęcin powstał jako dobra rycerskie von Flemingów. Po raz pierwszy wspomniana w 1288 roku. Od średniowiecza aż do 1900 roku wieś należała do najstarszej mierzęcinskiej linii pomorskiego rodu von Flemming. W 1511 roku wspomniany był Jakub von Flemming, rycerz zamku mierzęcińskiego. W XVIII wieku jako właściciele byli wspominani Anthon Wilhelm, Heinrich Ludwig i Christoph Friedrich von Flemming. W drugiej połowie XVIII wieku właścicielem była rodzina von Güntersberg, a w roku 1756 wzmiankowany był Ernst Georg von Güntersberg. Na początku XIX wieku, w 1804 roku, właścicielem majątku był Ludwig Heinrich von Flemming. W 1849 roku właścicielem był Albert Georg von Flemming, właściciel folwarku w Zagórzu, a później Carl Ludwig Adam Friedrich hrabia von Flemming. W 1900 roku zmarł ostatni z rodu, pan na Mierzęcinie Felix hrabia von Flemming. Po jego śmierci kolejnymi właścicielami Mierzęcina była rodzina von Plötz, którego przedstawicielem był Paul von Ploetz. Wzmiankowany był również Albrecht von Ploetz. W 1910 i 1928 roku właścicielem był Bernd von Ploetz. To właśnie Plötzowie, w miejsce spalonego w 1902 roku dworu, wybudowali w latach 1902-1910 w pobliżu jeziora Ostrowo, neobarokowy dwór myśliwski. W tym czasie majątek liczył 798 hektarów gruntów w 1910 roku i 1014,4 hektara gruntów w 1928 roku. Ostatnim przed 1945 rokiem właścicielem Mierzęcina był Bernd von Plötz. Po 1945 roku miejscowość i dwór stanowiły własność Państwowego Gospodarstwa Rolnego. W latach 1946–1998 miejscowość administracyjnie należała do województwa szczecińskiego. W 2007 roku do Mierzęcin przyłączono osadę Recz, która jest obecnie jej częścią. 

## Pałacyk myśliwski

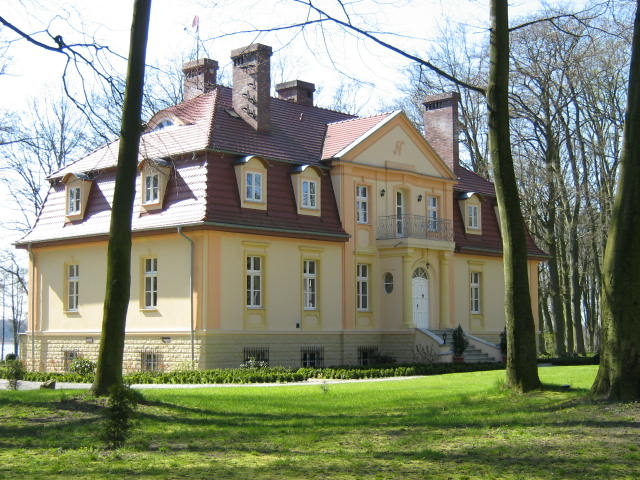
Odrestaurowany dwór myśliwski

We wsi, na brzegu jeziora Ostrowo znajduje się neobarokowy dwór myśliwski zbudowany w latach 1902–1910 przez rodzinę von Plötz, w miejsce spalonego w 1902 roku dworu. Pałacyk ma powierzchnę 490 m². Dwór otoczony jest parkiem leśnym. Architektem i budowniczym dworu był Hans Wietengel z Wolina. Zachowane wokół dworu żywopłoty grabowe, dęby, kasztanowce, wiązy i lipy, to pozostałości po XVIII- wiecznym ogrodzie w stylu francuskim. 
Jest to budynek parterowy z użytkowym poddaszem, założony na rzucie prostokąta, kryty dachem mansardowym. Wejście do budynku poprzedzone jest trzyosiowym ryzalitem zwieńczonym trójkątnym tympanonem. Po 1945 roku budynek był wykorzystywany na mieszkania pracowników PGR. Od 1991 roku dwór należy do prywatnego właściciela, który przeprowadził kompleksową modernizację. Obecnie dwór wraz z parkiem pozostaje w prywatnych rękach i są dostępne tylko z zewnątrz. 